# Liste der Baudenkmäler in Alerheim
Auf dieser Seite sind die Baudenkmäler in der schwäbischen Gemeinde Alerheim zusammengestellt. Diese Tabelle ist eine Teilliste der Liste der Baudenkmäler in Bayern. Grundlage ist die Bayerische Denkmalliste, die auf Basis des Bayerischen Denkmalschutzgesetzes vom 1. Oktober 1973 erstmals erstellt wurde und seither durch das Bayerische Landesamt für Denkmalpflege geführt wird. Die folgenden Angaben ersetzen nicht die rechtsverbindliche Auskunft der Denkmalschutzbehörde.

## Ensemble Ortskern Rudelstetten
Das Ensemble umfasst den Bereich des durch Erweiterung der Durchgangsstraße gebildeten Angers und dessen Umbauung. 
Rudelstetten ist ein gutes Beispiel für ein typisches Rieser Angerdorf. Es zeigt die charakteristischen Merkmale von erdgeschossiger und ebenerdiger Bebauung durch Hofanlagen in Hufeisenform, wobei die Aufreihung giebelständiger Wohnstallhäuser in relativ gleichen Abständen beidseitig des Angers spezifischer Ausdruck für die bauliche Kontinuität des Rieser Dorfverbandes ist. Die für Nordschwaben charakteristische Hofanlage in Winkelhakenform entsteht durch die zum giebelständigen Wohnstallhaus im rechten Winkel zurückgesetzte Scheune; eine Umfriedung zur Straße hin ergibt sich durch abgrenzende Zäune zwischen den Giebelhäusern. Rudelstetten liegt östlich entlang einem Altwasserarm der Wörnitz und erstreckt sich als Angerdorf in hauptsächlich nordwestlicher Richtung. Der Anger entwickelt sich im Süden aus einer Straßenverengung und Straßenkrümmung, in deren leichte Schwingung sich die Giebelfronten der Wohnstallhäuser durch leichte Achsenverschiebung angleichen, verbreitert sich dann relativ stark und lässt die beidseitig der Straße aufgereihten Häuser weit zurücktreten, hinter eine Rasenzone mit Baumbepflanzung. 
Auf der Westseite, dicht an der Straße, innerhalb des Friedhofs, die Kirche. Charakteristisch das schmucklose, glatt verputzte Bauernhaus mit seinem tief herabgezogenem Giebel. Die Bebauung stammt vorwiegend aus der 2. Hälfte des 19. Jahrhunderts. Die Häuser Nr. 15 und 35 bilden durch ihre Zweigeschossigkeit eine Störung innerhalb des Rieser Angerdorf-Typs. Aktennummer: E-7-79-111-1.

## Baudenkmäler nach Ortsteilen

### Alerheim
| Lage                      | Objekt                                            | Beschreibung | Akten-Nr.             | Bild                  |
| ------------------------- | ------------------------------------------------- | --- | --------------------- | --------------------- |
| Hauptstraße 24 (Standort) | Hakenhof                                          | Ehemaliges Wohnstallhaus, erdgeschossiger Satteldachbau mit profiliertem Gesims an den Giebelschenkeln, um 1860/70 | D-7-79-111-1 Wikidata | Hakenhof              |
| Hauptstraße 32 (Standort) | Wohnhaus                                          | Zweigeschossiger Walmdachbau mit zweigeschossigen Zwerchhäusern mit Satteldach im Westen und Osten, am östlichen Zwerchhaus gründerzeitliches Treppengeländer, Walmdachbau 18. Jahrhundert, Anbauten zweite Hälfte 19. Jahrhundert | D-7-79-111-2 Wikidata | Wohnhaus              |
| Hauptstraße 39 (Standort) | Wohnstallhaus                                     | Zweigeschossiger Satteldachbau mit Giebelgesims, Aufzugsöffnungen und Giebelknauf, 1720 | D-7-79-111-3 Wikidata | Wohnstallhaus         |
| Hauptstraße 52 (Standort) | Gasthaus und Brauerei                             | Hauptgebäude, zweigeschossiger Satteldachbau mit Schweifgiebel, im Kern 18. Jahrhundert, nach Norden erweitert; Hofmauer, mit korbbogiger Durchfahrt und Fußgängerpforte, Pilastergliederung und Dreiecksgiebel, „1763“ (bezeichnet) | D-7-79-111-4 Wikidata | Gasthaus und Brauerei |
| Hauptstraße 58 (Standort) | Evangelisch-lutherische Pfarrkirche St. Stephanus | Saalbau mit aus den Umfassungsmauern vorkragendem Altarraum und Ostturm mit trapezförmigen Giebeln, Untergeschosse des ehemaligen Chorturms um 1400, Anbau Altarraum Mitte 16. Jahrhundert, 1728 Anbau von Langhaus und Turmerhöhung, 1968 ff. tiefgreifende Umgestaltung; mit Ausstattung (siehe auch: Epitaph für Felix Rem von Köz). | D-7-79-111-5 Wikidata | weitere Bilder        |

### Anhauserhöfe
| Lage                      | Objekt        | Beschreibung | Akten-Nr.             | Bild          |
| ------------------------- | ------------- | --- | --------------------- | ------------- |
| Anhauserhöfe 2 (Standort) | Wohnstallhaus | Zweigeschossiger Satteldachbau mit dreigeschossigem Giebel, Aufzugsluken und Schwalbenschwanzbekrönung, „1746“ (bezeichnet); mit Ausstattung | D-7-79-111-8 Wikidata | Wohnstallhaus |

### Bühl im Ries
| Lage                      | Objekt                                                               | Beschreibung | Akten-Nr.              | Bild            |
| ------------------------- | -------------------------------------------------------------------- | --- | ---------------------- | --------------- |
| Am Kirchberg 6 (Standort) | Evangelisch-lutherische Pfarrkirche St. Maria, ehemals St. Sigismund | Im Kern romanische Chorturmkirche, Saalbau Rechteckchor im Turm, Sakristeianbau nördlich am Turm und Erweiterung im Nordwesten, Turmuntergeschosse und Teile der nördlichen Schiffsmauer Ende 13. Jahrhundert, vielleicht 1293, Erweiterung des Langhauses mit erneuerter Südwand, Turmerhöhung und Sakristeianbau drittes Viertel 17. Jahrhundert; mit Ausstattung Friedhofsmauer, 16./17. Jahrhundert, Teile erneuert | D-7-79-111-10 Wikidata | weitere Bilder  |
| Dorfstraße 28 (Standort)  | Kleinbauernhaus                                                      | Wohnstallhaus, erdgeschossiger Satteldachbau, drittes Viertel 19. Jahrhundert, stark erneuert | D-7-79-111-9 Wikidata  | Kleinbauernhaus |

### Rudelstetten
| Lage                              | Objekt                                    | Beschreibung | Akten-Nr.              | Bild           |
| --------------------------------- | ----------------------------------------- | --- | ---------------------- | -------------- |
| Sankt-Ulrich-Straße 21 (Standort) | Evangelisch-lutherische Kirche St. Ulrich | Chorturmkirche, Saalbau mit aus der Achse gerücktem eingezogenen Rechteckchor im Turm mit gefelderten Giebelflächen, Sakristeianbau im Osten und Emporenaufgang im Westen, 1653 ff. an Stelle des zerstörten Vorgängerbaus wiedererrichtet, 1760 Sakristeianbau; mit Ausstattung | D-7-79-111-11 Wikidata | weitere Bilder |

### Schloßruine
| Lage                 | Objekt    | Beschreibung | Akten-Nr.    | Bild           |
| -------------------- | --------- | --- | ------------ | -------------- |
| Schloss 2 (Standort) | Burgruine | Einst beherrschend auf einem Felskegel, auf das 13. Jahrhundert zurückgehende Anlage, 1634 zerstört, danach als Steinbruch genutzt, nach 1979 renoviert, in Teilen rekonstruiert und durch Neubauten ergänzt Ringmauer in ursprünglicher Höhe mit Türmen, 15. Jahrhundert Torbau, von zwei Rundtürmen mit Zinnenkranz flankierter, korbbogiger Durchlass, im Kern Anfang 16. Jahrhundert Hauptgebäude, zweigeschossiger Satteldachbau mit Schweifgiebel und Schwalbenschwanzaufsätzen, im Kern 16. Jahrhundert, nach Norden erweitert | D-7-79-111-7 | weitere Bilder |

### Wennenmühle
| Lage                  | Objekt                  | Beschreibung | Akten-Nr.              | Bild                    |
| --------------------- | ----------------------- | --- | ---------------------- | ----------------------- |
| Wennenberg (Standort) | Ehemaliger Sommerkeller | Ein- bzw. zweigeschossiger Bau in Hanglage mit Schopfwalmdach, 1893/94 errichtet, später verändert Zugehörig tonnengewölbte Keller, wohl gleichzeitig Ebenso die Grundmauern des ehemaligen Fasshauses | D-7-79-111-40 Wikidata | Ehemaliger Sommerkeller |

### Wörnitzostheim
| Lage                         | Objekt                                                 | Beschreibung | Akten-Nr.              | Bild                                          |
| ---------------------------- | ------------------------------------------------------ | --- | ---------------------- | --------------------------------------------- |
| Wörnitzostheim 12 (Standort) | Ehemaliges evangelisch-lutherisches Pfarrhaus          | Zweigeschossiger Bau mit Schopfwalmdach und Sonnenuhr, 1727, Sonnenuhr „1758“ (bezeichnet) | D-7-79-111-12 Wikidata | Ehemaliges evangelisch-lutherisches Pfarrhaus |
| Wörnitzostheim 38 (Standort) | Dreiseithof                                            | Wohnhaus, eingeschossiger Satteldachbau, „1798“ (bezeichnet) Austragshaus, erdgeschossiger Satteldachbau mit Giebelknauf, 18. Jahrhundert Hofmauer, mit Kugelaufsätzen, 18. Jahrhundert | D-7-79-111-13 Wikidata | Dreiseithof                                   |
| Wörnitzostheim 42 (Standort) | Evangelisch-lutherische Pfarrkirche St. Maria und Anna | Chorturmkirche, flachgedeckter Saalbau mit eingezogenem, aus der Achse gerücktem Rechteckchor im Turm mit Oktogon und Spitzhelm, nördlich am Turm Sakristeianbau, im Westen Emporenaufgang, Turmunterbau um 1200, Langhaus und Sakristei Ende 17. Jahrhundert, 1825 nach Einsturz Turmaufbau erneuert, 1969 grundlegende Erneuerung im Inneren; mit Ausstattung Friedhofsmauer, mit Strebepfeilern, wohl 17. Jahrhundert | D-7-79-111-14 Wikidata | weitere Bilder                                |

## Abgegangene Baudenkmäler
In diesem Abschnitt sind Objekte aufgeführt, die früher einmal in der Denkmalliste eingetragen waren, jetzt aber nicht mehr existieren, z. B. weil sie abgebrochen wurden. Aktennummern in diesem Abschnitt sind ehemalige, jetzt nicht mehr gültige Aktennummern.

| Lage                               | Objekt                             | Beschreibung                                   | Akten-Nr.             | Bild                               |
| ---------------------------------- | ---------------------------------- | ---------------------------------------------- | --------------------- | ---------------------------------- |
| Alerheim Hauptstraße 60 (Standort) | Evangelisch-lutherisches Pfarrhaus | Zum Teil erneuert, im Kern 18./19. Jahrhundert | D-7-79-111-6 Wikidata | Evangelisch-lutherisches Pfarrhaus |